# Lobelia kraussii
Lobelia kraussii är en klockväxtart som beskrevs av Robert Graham. Lobelia kraussii ingår i släktet lobelior, och familjen klockväxter. Inga underarter finns listade i Catalogue of Life.